# Trirhacus iguchii
Trirhacus iguchii är en insektsart som beskrevs av Matsumura 1914. Trirhacus iguchii ingår i släktet Trirhacus och familjen kilstritar. Inga underarter finns listade i Catalogue of Life.